# Национальная библиотека Бенина

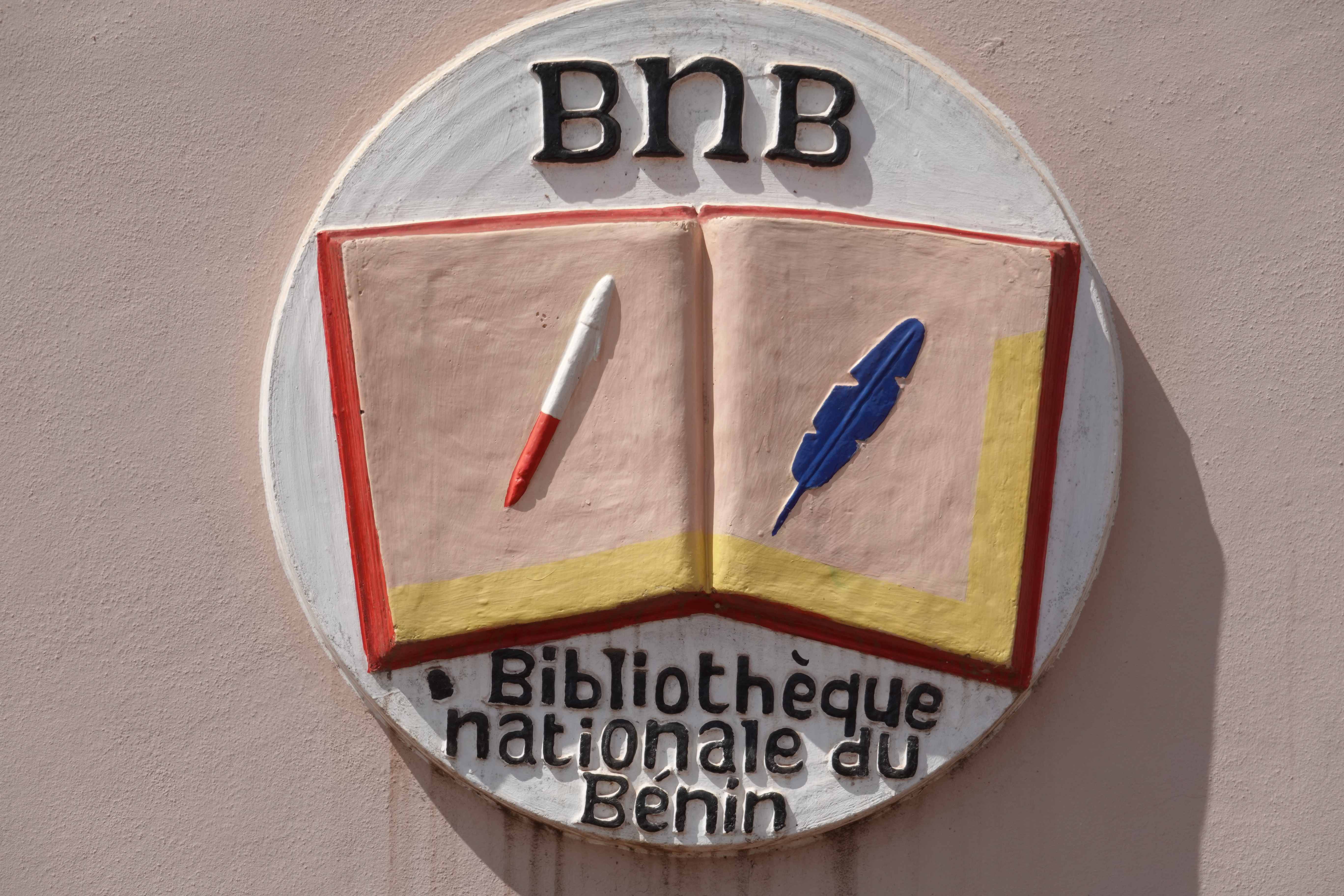
Эмблема

Национальная библиотека Бенина (фр. Bibliothèque nationale du Bénin) — национальная библиотека обязательных экземпляров Бенина.

## Описание
Задачей Национальной библиотеки Бенина является сбор, систематизация, сохранение и обеспечение доступности документального достояния страны. Библиотека состоит из трёх блоков. С момента открытия она хранит коллекцию из 10 000 древних документов о Дагомее и Африке в целом. 4 экземпляра всех книг, выпущенных в стране, должны быть сданы на хранение в Национальную библиотеку (3 для книг, напечатанных тиражом менее 300 экземпляров). Французский институт в Бенине дарит библиотеке журналы и газеты трёхлетней давности.

## История
Национальная библиотека Бенина, первоначально расположенная в Виде, была создана 25 ноября 1975 года после утверждения декрета № 75-305. Первым директором библиотеки был Ноэль Гонтоннон Амуссу. В докладе ЮНЕСКО 1976 года о ранних этапах развития библиотеки подчёркивалась ограниченность бюджета, отсутствие подготовки кадров и отсутствие планирования на глобальном уровне. В 1980-х годах в Порто-Ново было построено новое здание, которое было открыто для публики в 1987 году. В течение многих лет директором Национальной библиотеки была Флоренс Айиви Фолион.
К 2014 году в библиотеке не было противопожарной системы, интернета, и в течение 20 лет её не посещал министр культуры страны.